# Gabriel Fauré

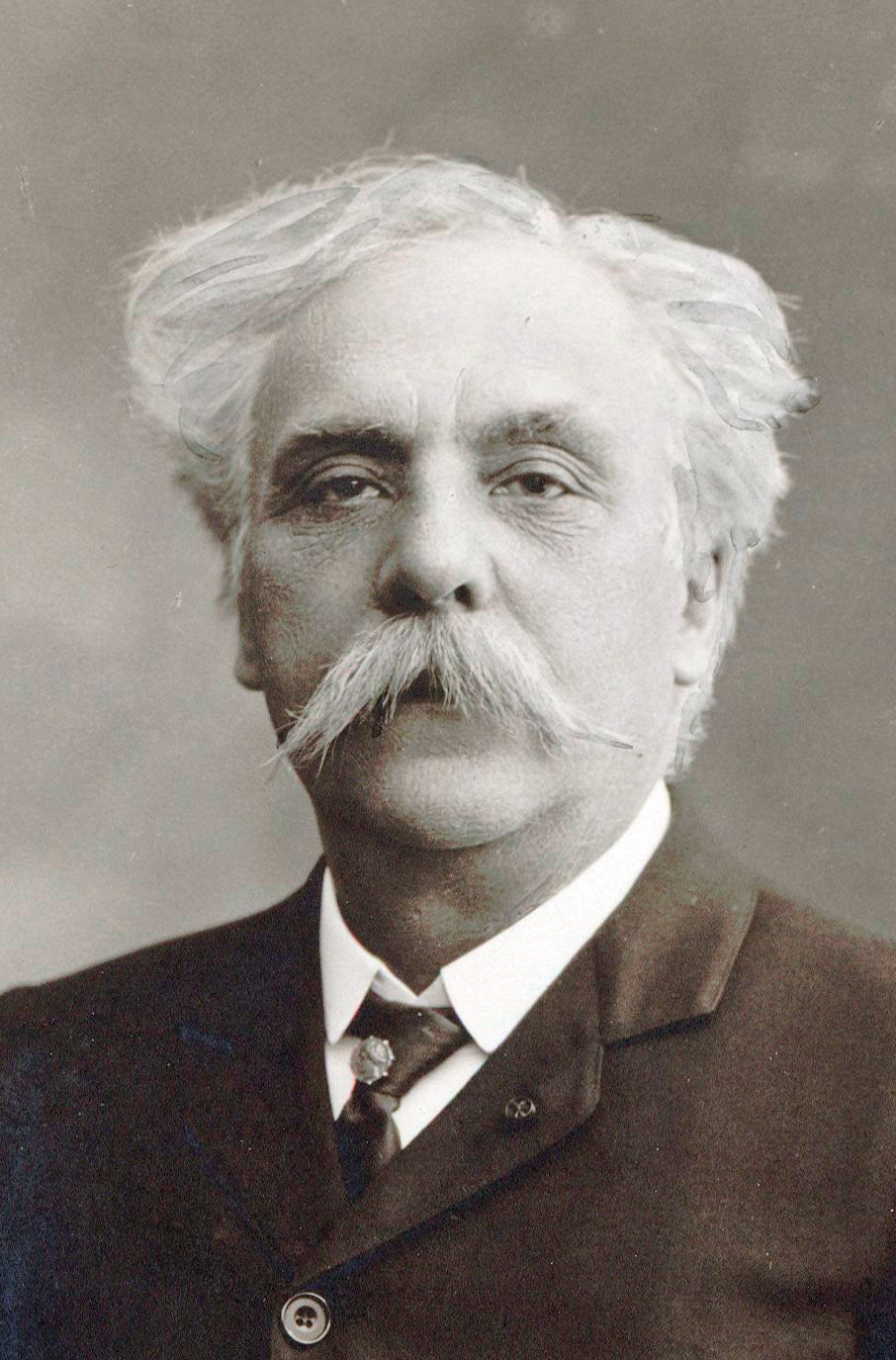
Gabriel Fauré, 1905

Gabriel Urbain Fauré [ɡabʁi'ɛl yʁ'bɛ̃ fɔ'ʁe] (* 12. Mai 1845 in Pamiers, Département Ariège, Midi-Pyrénées; † 4. November 1924 in Paris) war ein französischer Komponist des Fin de siècle, der vor allem Vokal-, Klavier- und Kammermusik schrieb und 1905 Direktor des Pariser Konservatoriums wurde. 1877 bescheinigte ihm sein Lehrer Camille Saint-Saëns, mit seiner ersten Sonate für Klavier und Violine (A-Dur, op. 13) habe er sich in die Riege der Meister eingereiht. Faurés Stücke zeichnen sich durch „parfümfreien Charme und gebändigte Melancholie“ aus. Zu seinen Schülern zählten Nadia Boulanger, George Enescu, Reynaldo Hahn, Charles Koechlin und Maurice Ravel.

## Leben
Gabriel Fauré, jüngstes von sechs Kindern eines Schulleiters, wuchs unweit von Carcassonne am Fuß der Pyrenäen auf. Wie viele Zeitgenossen wurde er zunächst zu einer Amme gegeben, später von einem Hauslehrer unterrichtet und kam dann auf ein Internat. Er konnte schon früh ein Harmonium spielen, das in einer in der Nähe gelegenen Kapelle stand. Mit acht Jahren spielte er bereits ausgezeichnet Klavier. 1854 wurde der Neunjährige an Louis Niedermeyers Pariser Schule für Kirchenmusik aufgenommen. Nach dem Tod des Schweizer Komponisten nahm sich ab 1861 der zehn Jahre ältere Camille Saint-Saëns des jungen Fauré an; sie blieben zeitlebens befreundet. Am Deutsch-Französischen Krieg 1870/1871 war Fauré als Kurier eines Infanterie-Regiments beteiligt. Heimgekehrt, zählte er 1871 zu den Gründungsmitgliedern der Société Nationale de Musique.
Fauré arbeitete schon früh als Organist, ohne besonders religiös zu sein. Nach einigen Jahren in Rennes bekam er 1870 eine Organistenstelle in Paris, wo er fortan blieb. Allerdings wurden die Organisten schlecht bezahlt; Fauré arbeitete auch mit Chören und gab Klavierunterricht. Tauchte er abends in den Pariser Salons auf, heimste er als glänzender Improvisator am Klavier, aber auch durch seine angenehme Erscheinung, viel Bewunderung ein. 1872 wurde er durch Saint-Saëns in den Salon der Familie Viardot eingeführt, wo er die Bekanntschaft von Ernest Renan, George Sand, Gustave Flaubert und Iwan Turgenjew machte. 1877 wurde seine erste Violinsonate im Leipziger Verlag Breitkopf & Härtel gedruckt. Die Musikwelt Frankreichs war vom „Wagnerisme“ geprägt, und auch Fauré reiste nach München, Köln und Bayreuth, um Richard Wagners Opernaufführungen zu erleben. 1885 starb sein Vater, 1887 seine Mutter.
1892 zum „Inspektor für Musikunterricht“ ernannt, wurde ihm 1896, als Titularorganist, die große Orgel der Madeleine anvertraut. Im selben Jahr übernahm er eine Professur für Komposition am Pariser Konservatorium in der Nachfolge von Jules Massenet. Er reiste zwischen 1894 und 1914 mehrere Male nach London, wo vor allem seine Kammermusikwerke und Lieder aufgeführt wurden. Großbritannien wurde zu einem der Länder, wo seine Werke besonders geschätzt wurden. Ab 1901 lehrte er an der École Niedermeyer. Von 1905 bis 1920 war er Direktor des Konservatoriums, was zu einem Skandal führte, weil er dort nicht studiert hatte. Er modernisierte den Lehrplan derart gründlich, dass ihn die alte Garde als „Robespierre“ beschimpfte. Nun durfte Richard Wagner studiert werden.

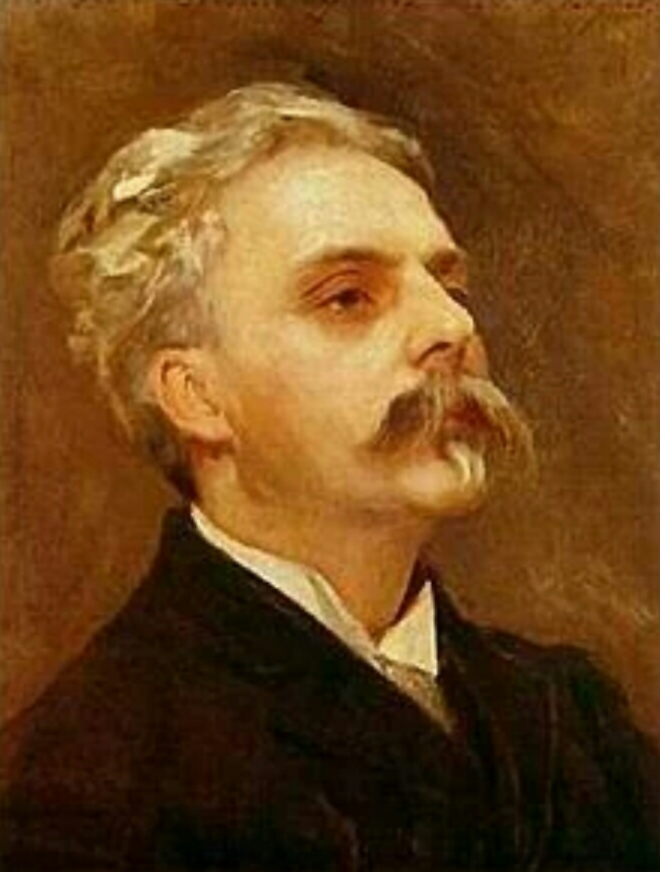
Gabriel Fauré, Ölporträt von John Singer Sargent, um 1889 (Museum für Musik, Paris)

Ab 1903 schrieb Fauré regelmäßig in der renommierten Tageszeitung Le Figaro über Musik. Im gleichen Jahr stellte er fest, dass sein Gehör stark nachließ. Trotzdem komponierte er weiter und schuf vollständig gehörlos u. a. zwei Cellosonaten (op. 109 & op. 117) und ein Trio (Trio pour clarinette, violoncelle et piano op. 120). Einer seiner größten Erfolge war die Oper Pénélope, die am 9. Mai 1913 im Rahmen der Eröffnung des Théâtre des Champs-Élysées uraufgeführt wurde. Im Jahr 1920 zwang ihn seine völlige Ertaubung zum Rücktritt als Direktor des Konservatoriums.
Nach einer unglücklichen Verlobung um 1877 heiratete Fauré 1883 die Tochter des Bildhauers Emmanuel Frémiet, Marie (* 1856). Das Ehepaar hatte die Söhne Emmanuel und Philippe. Philippe wurde Schriftsteller; er verfasste u. a. eine Biographie über seinen Vater. Um 1900 verliebte sich Fauré in die 24-jährige Pianistin Marguerite Hasselmans. Dieses Verhältnis wurde nicht verheimlicht, aber auch nicht durch Eheschließung „legalisiert“; es währte bis zu Faurés Tod. 1924 starb er im Alter von 79 Jahren in Paris an einer Lungenentzündung. Bei seiner Trauerfeier wurde das von ihm komponierte Requiem aufgeführt. Fauré ruht auf dem Cimetière de Passy (Division 15, ungefähre Grablage: 48° 51′ 46″ N, 2° 17′ 1,5″ O). Nach ihm ist das Fauré Inlet benannt, eine Bucht auf der Alexander-I.-Insel in der Antarktis.
1913 nahm ihn die Académie royale des Sciences, des Lettres et des Beaux-Arts de Belgique (Classe des Beaux-Arts) als assoziiertes Mitglied auf.

## Rezeption
Gabriel Fauré zählt in Frankreich zu den wichtigsten Komponisten in der zweiten Hälfte des 19. Jahrhunderts und zu Beginn des 20. Jahrhunderts. Obwohl von deutscher und französischer Romantik (Hector Berlioz, César Franck) beeinflusst, hat Fauré „eine eigenständige, poetisch nuancierte, stark diatonisch gebundene Tonsprache auf der Grundlage einer um mannigfaltige Differenzierungen bereicherten Harmonik“ herausgebildet. Wenn er, im Vergleich zum Zeitgenossen Claude Debussy oder seinem Nachfahren Maurice Ravel, im internationalen Musikleben wenig präsent ist, dürfte es neben stilgeschichtlichen Gründen daran liegen, dass er kaum großbesetzte Werke hinterlassen hat.
Fauré hinterließ jedoch eine bemerkenswerte Zahl geistlicher Werke für den liturgischen Gebrauch. Auch sein Werk Messe de Requiem wurde zwar ursprünglich für eine kleine Besetzung geschrieben, doch es wird bis heute häufig aufgeführt. Eine wesentliche Ausnahme stellt seine Musik zu dem nach Aischylos verfassten Stück Prométhée dar. Die Premiere fand im Jahr 1900 vor zehntausend Zuhörern in der Stierkampfarena von Béziers statt, einer Stadt in Faurés südwestfranzösischer Heimat. An ihr waren mehrere hundert Sänger und Instrumentalisten beteiligt, darunter allein 30 Trompeter. Das habe Fauré „mühelos“ bewältigt, schreibt R. Crichton. Die Musik zeige nichts von seiner gewohnten Zurückhaltung.
Zum Höhepunkt seines Schaffens fand Fauré nach Ansicht der meisten Kenner in der Vokalmusik, insbesondere in seinen Klavierliedern. Interessant ist, dass einige seiner Lieder, wie Après un rêve, außerhalb Frankreichs überwiegend in Instrumentalbearbeitungen (z. B. für Cello und Klavier) bekannt sind. Fauré schrieb ferner Kammermusik (je zwei Klavierquartette, Klavierquintette, Violinsonaten, Cellosonaten) und Klaviermusik.

## Werke

### Vokalmusik
- Mélodies de Venise (Verlaine, 1891)
- La Bonne Chanson (Verlaine, 1892–1894)
- Drei Lieder op. 85 (1902)
- Zwei Lieder op. 87 (Paul-Armand Silvestre, 1904)
- Le don silencieux op. 92 (Marie Closset, 1906)
- Chanson, Que me fait toute la terre op. 94 (Henri de Régnier, 1906)
- La Chanson d’Ève op. 95 (Ch. van Lerberghe, 1906–1910)
- Le Jardin Clos op. 106 (Ch. van Lerberghe, 1914)
- Mirages op. 113 (A. de Brimont, 1919)
- C'est la paix!  op. 114 (Georgette Debladis, 1919)
- L’Horizon Chimérique op. 118 (J. de la Ville de Mirmont, 1921)

### Musiktheater
- Prométhée, drame lyrique en 3 actes (1900)
- Pénélope, drame (poème) lyrique en 3 actes (1907–1912)

### Bühnenmusik
- Caligula (1888)
- Shylock (1889)
- Suite pour Pelléas et Mélisande (1898)
- Prométhée  op. 82 (1900)
- Le Voile du Bonheur  op. 88 (1901)
- Masques et Bergamasques op. 112 (1919)

### Geistliche Musik
- Cantique de Jean Racine (1863–1864)
- Cantiques für Chor, vier Stimmen und Orgel (1864, Fassung mit Orchester 1875)
- Messe des pêcheurs de Villerville (1881, zusammen mit André Messager)
- Messe de Requiem für Sopran, Bariton, Chöre, Orgel und Orchester, Op. 48 (1887, revidiert 1887 bis 1890, Fassung für großes Orchester 1899)
- Messe basse für Frauenstimmen (Soli und Chor) mit Begleitung durch Orgel oder Harmonium (1907)
- Ave Maria für zwei Soprane und Orgel op. 94 (Arrangement von op. 67,  1906)

### Klaviermusik
- 13 Nocturnes (1875–1921)
- 13 Barcarolles (1880–1921)
- 6 Impromptus (1881–1910)
- 4 Valses-Caprices (1882–1894)
- Dolly Suite, op. 56 (1893–1896)
- Thème et Variations, op. 73 (1895)
- 8 Pièces brèves, op. 84 (1899–1902)
- 9 Préludes, op. 103 (1909–1910)
- Fantaisie für Klavier und Orchester op. 111 (1918)
- Ballade, op. 19 (1877–1879, 1880), auch in einer Fassung für Klavier und Orchester (1881)
- Pavane für Klavier und Chor, op. 50 (1880er Jahre), auch in einer Fassung für Orchester (1887) sowie einer Fassung für Orchester und Chor

### Kammermusik
- Sonate für Violine und Klavier Nr. 1 A-dur op. 13 (1875)
- Klavierquartett Nr. 1 c-Moll op. 15 (1879)
- Elegie für Violoncello und Klavier op. 24
- Klavierquartett Nr. 2 g-Moll op. 45 (1886)
- Klavierquintett Nr. 1 d-Moll op. 89 (1905)
- Sérénade für Violoncello und Klavier op. 98
- Sonate für Violine und Klavier Nr. 2 e-Moll op. 108 (1917)
- Sonate für Violoncello und Klavier Nr. 1 d-Moll op. 109 (1917)
- Klavierquintett Nr. 2 c-Moll op. 115 (1921)
- Sonate für Violoncello und Klavier Nr. 2 g-Moll op. 117 (1921)
- Trio für Klavier, Violine und Violoncello d-Moll op. 120 (1922–1923)
- Streichquartett e-Moll op. 121 (1924)
- Fantasie für Flöte und Klavier op. 79, Paul Taffanel gewidmet

### Musik für Harfe
- Impromptu Nr. 6 Des-Dur op. 86
- Une châtelaine en sa tour  op. 110 (1918)

## Ehrungen
1920 erhielt er das Großkreuz der Ehrenlegion. Nach seinem Tod erhielt Fauré „ein pompöses Staatsbegräbnis in der Madeleine, das in merkwürdigem Kontrast zu seiner lebenslang geübten Zurückhaltung stand“. In Paris gibt es einen Gabriel-Fauré-Platz im 17. Arrondissement, in seinem Geburtsort eine Straße; verschiedene Gymnasien in Paris, Annecy und Foix erinnern an ihn. 2002 wurde ein Asteroid des inneren Hauptgürtels nach ihm benannt: (8685) Fauré.